# Edwardsiana
Edwardsiana  (лат.) — род цикадок из отряда полужесткокрылых.

## Описание
Цикадки длиной около 3—4 мм. Стройные, дендрофильные, жёлтой или беловатой окраски, иногда с тёмным рисунком. Для СССР указывалось более 30 видов, в Палеарктике более 50 видов.
- Edwardsiana aceris (Logvinenko, 1967)
- Edwardsiana alnicola (Edwards, 1924)
- Edwardsiana ampliata (Wagner, 1948)
- Edwardsiana avellanae (Edwards, 1888)
- Edwardsiana bergmanni (Tullgren, 1916)
- Edwardsiana candidula (Kirschbaum, 1868)
- Edwardsiana crataegi (Douglas, 1876)
- Edwardsiana cretica Dworakowska, 1971
- Edwardsiana diversa (Edwards, 1914)
- Edwardsiana logvinenkovae Kirejtshuk, 1975
- Edwardsiana lonicerae Mitjaev, 1968
- Edwardsiana menzbieri Zachvatkin, 1948
- Edwardsiana rosae (Linnaeus, 1758) — Розанная цикадка
- Edwardsiana severtsovi Zachvatkin, 1948
- Другие виды